# Los Osos
Los Osos est un secteur non constitué en municipalité et une Census-designated place située dans le comté de San Luis Obispo, dans l’État de Californie, aux États-Unis. Il comptait 14 276 habitants lors du recensement de 2010.

## Références

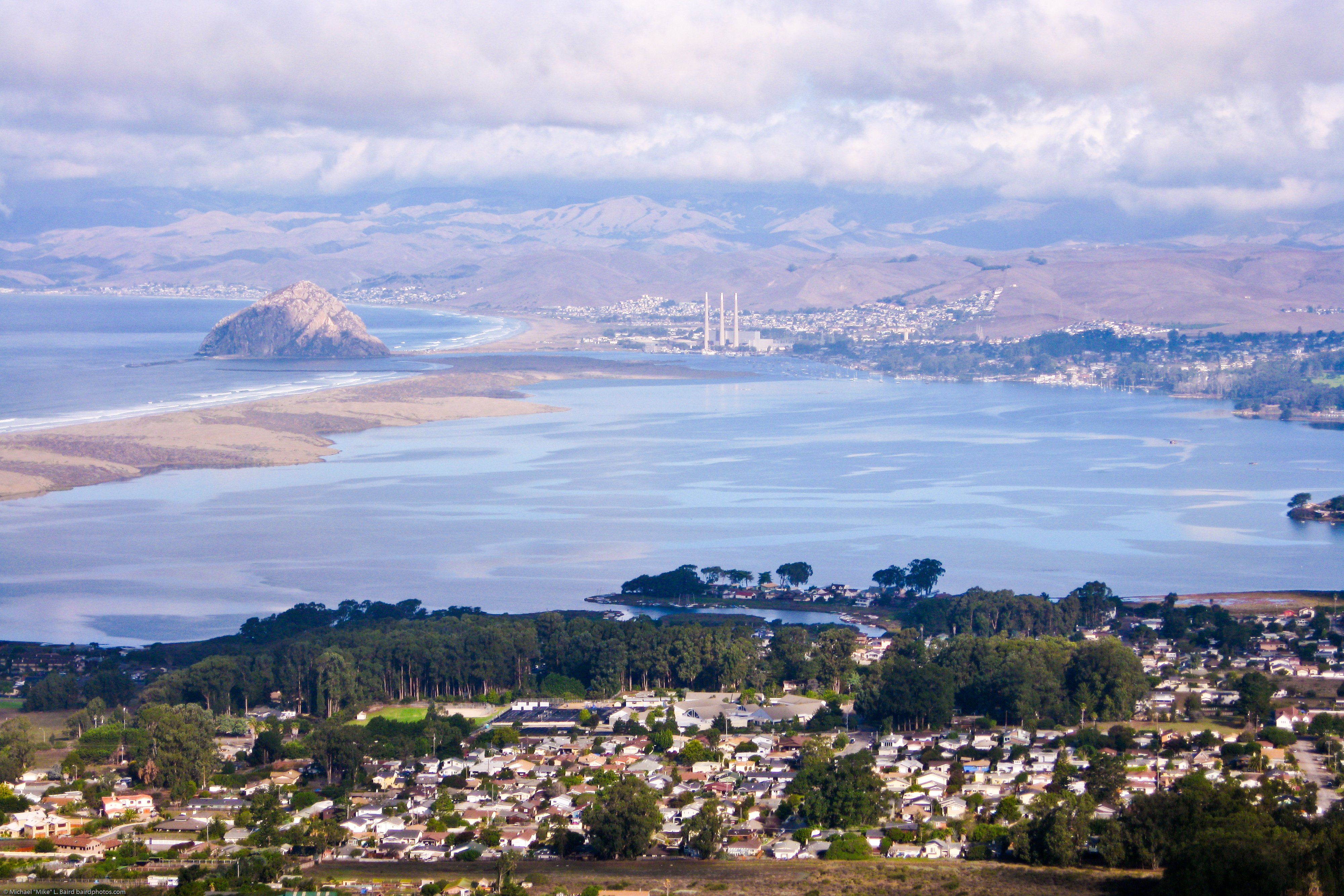
Vue de Los Osos

## Démographie
| 2000   | 2010   | - | - | - | - |
| ------ | ------ | - | - | - | - |
| 14 607 | 14 276 | - | - | - | - |